# 3096 Bezruč
3096 Bezruč este un asteroid din centura principală, descoperit pe 28 august 1981, de Zdeňka Vávrová.